# La Ravoire
La Ravoire é uma comuna francesa na região administrativa de Auvérnia-Ródano-Alpes, no departamento da Saboia. Estende-se por uma área de 6.82 km². Em 2010 a comuna tinha 9 060 habitantes (densidade: 1 328,4 hab./km²).